# 長崎県立長崎西高等学校
長崎県立長崎西高等学校（ながさきけんりつ ながさきにしこうとうがっこう, 英: Nagasaki Prefectural Nagasaki Nishi High School）は、長崎県長崎市竹の久保町に所在する県立高等学校。
通称は西高、長崎西。

## 概要

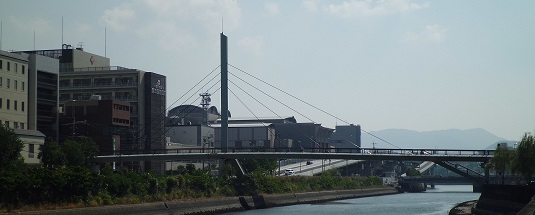
浦上駅と浦上川対岸の長崎西高方面を結ぶ歩道橋。
（左が浦上駅側、右が長崎西高側。）

かつて総合選抜制度を行っていた長崎五校の一つ。

## 校訓
- 「自律」
  - 創立30周年の1978年（昭和53年）に制定。

## キャッチフレーズ
- 「志高く夢かなう長崎西」

## 校章
- 1949年（昭和24年）4月に制定。
  - モチーフ
    - 背景に3枚の柏の葉[1] - 「知・徳・体」の言葉を表す。
    - 「高」の文字（俗字体のはしご高）
    - 「W」の文字 - 「西（West）」の頭文字と「世界（World）」の頭文字を表す。また羽ばたく鶴[2]の姿にも似せている。

## マスコットキャラクター
- 柏君（かしわくん）
  - 校章に用いられている柏の葉をモチーフに作られたマスコットキャラクター。えんじ色の服をまとい、右手に万年筆を掲げている。柏君神輿などがある。

## 校歌
- タイトル - 「眉秀でたる若人よ」
  - 作詞 - 風巻景次郎（国文学者、当時北海道大学教授）
  - 作曲 - 長谷川良夫（作曲家、当時東京芸術大学教授）
    - 野球部が夏の甲子園に西九州代表として出場したのを機に、1951年（昭和26年）12月に制定された。
    - 歌詞は3番まである。

## 設置課程・学科
- 全日制課程
  - 普通科
    - 理系コース
    - 普通コース

## 沿革
長崎西高等学校は、長崎東高等学校と源流を同じくしている。また、長崎東高とともに、創立年数は1948年（昭和23年）を基準に数えている。

### 前身
旧制中学校（男子校）
- 長崎県立長崎中学校
  - 1858年（安政5年） - 長崎奉行支配組頭の永持亨次郎によって江戸幕府直轄の「英語伝習所」を創立。
    - 場所 - 官邸の岩原屋敷（現在の長崎歴史文化博物館がある場所）
    - その後、「英語所」、「語学所」、「洋学所」と改称。

  - 1865年（慶応元年） - 新町に校舎を新築し、「済美館」と改称。
  - 1868年（明治元年） - 明治政府直轄となり、「広運館」と改称。
  - 1872年（明治5年） - 学制が公布され、官立（国立）の「第六大学区第一番中学校」と改称。
    - その後、「第五大学区第一番中学校」、「広運学校」、「長崎外国語学校」、「長崎英語学校」と改称、移転が続く。

  - 1878年（明治11年） - 願い出により長崎県へ移管され、「長崎県立長崎中学校」と改称。
    - 邦学部・英語学部・植物学部・清語学部の4学部から成る。橘周太陸軍中佐をはじめとする軍人、要人を輩出。

  - 1882年（明治15年）7月 - 欧化政策の影響により、邦学部を廃止し、再び「長崎外国語学校」と改称。
  - 1884年（明治17年）
    - 4月 - 前年1883年（明治16年）に長崎県が佐賀県と長崎県に分県された影響を受け、長崎外国語学校を分割し、「長崎県中学校」と改称。
    - その後、「長崎県尋常中学校」、「長崎県長崎中学校」と改称。
    - 6月4日 - 「長崎県立長崎中学校」が開校。

  - 1913年（大正2年）7月 - 長崎市鳴滝に長崎県立長崎中学校校舎を新築し、移転。設計は山田七五郎による。
  - 1917年（大正6年）夏 - 第3回全国中等学校優勝野球大会（夏の甲子園）に出場。
  - 1945年（昭和20年）8月9日 - 長崎市への原子爆弾投下により、34名が死亡。
  - 1947年（昭和22年）4月 - 学制改革により、新制の併設中学校（鳴滝中学校）を設置し、旧制中学の2・3年生を収容。旧制中学の募集を停止。
  - 1948年（昭和23年）4月 - 学制改革により、「長崎県立長崎高等学校」（新制高等学校、男子校）となる。 通信教育部を設置。
- 長崎県立瓊浦中学校
  - 1922年（大正11年）5月[3] - 「長崎県立瓊浦中学校」[4]が開校。
  - 1945年（昭和20年）8月9日 - 長崎への原子爆弾投下により、403名が死亡。（爆心地に一番近い旧制中学校であった。爆心地から約800 m南西[5]）
  - 1947年（昭和22年）4月 - 学制改革により、新制中学校を長崎市立山里中学校に併設し、旧制中学の2・3年生を収容。旧制中学の募集を停止。
  - 1948年（昭和23年）4月 - 学制改革により、「長崎県立瓊浦高等学校」（新制高等学校、男子校）となる。

高等女学校
- 長崎県立長崎高等女学校
  - 1901年（明治34年）6月28日 - 高等女学校令により、「長崎県立長崎高等女学校」を設立。
    - 場所 - 長崎市西山郷（高木與作が寄贈した土地）

  - 1902年（明治35年）
    - 5月1日 - 長崎県立長崎高等女学校が開校。
    - 11月29日 - 長崎県立長崎高等女学校の開校式を挙行。

  - 1947年（昭和22年）4月 - 学制改革により、新制の中学校（西山中学校）を併設し、高等女学校の2・3年生を収容。高等女学校の募集を停止。
  - 1948年（昭和23年）4月 - 学制改革により、「長崎県立長崎女子高等学校」（新制高等学校）となる。
- 長崎市立高等女学校
  - 1922年（大正11年）5月[6] - 「長崎市立高等女学校」[7]が開校。
    - 様式 - 近世ゴシック式鉄筋コンクリート造り4階建てで、九州一の校舎といわれた。

  - 1938年（昭和13年）7月 - 長崎師範学校（男子）の西浦上移転に伴い、桜馬場跡地（現在の長崎市立桜馬場中学校）に移転[8]。
  - 1945年（昭和20年）8月9日 - 長崎への原子爆弾投下により、112名が死亡。
  - 1947年（昭和22年）4月 - 学制改革により、新制の併設中学校を設置し、高等女学校の2・3年生を収容。高等女学校の募集を停止。
  - 1948年（昭和23年）
    - 4月 - 学制改革により、「長崎市立女子高等学校」（新制高等学校）となる。
    - 5月8日 - 定時制課程を開設。

### 開校
- 1948年（昭和23年）11月1日

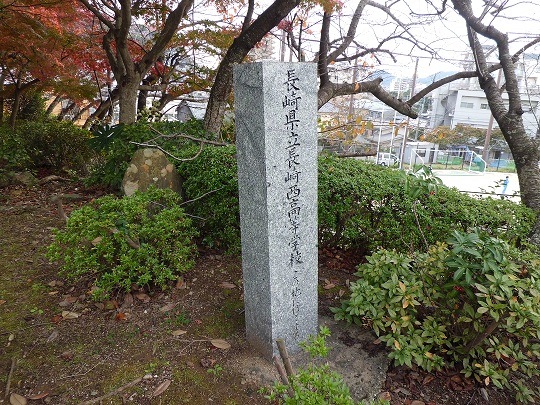
長崎西高等学校の碑
（長崎県立鳴滝高等学校内）

  - GHQより派遣のニブロ教育官の勧告を受け、上記4校（長崎高・長崎女子高・瓊浦高・市立女子高）を統合の上、中島川・大浦川を境に、長崎県立長崎東高等学校と長崎県立長崎西高等学校に分割。[9]
  - 長崎県立長崎西高等学校
    - 校舎 - 長崎市鳴滝（県立長崎高等学校校舎／現長崎県立鳴滝高等学校）
    - 創立年数はこの年（1948年（昭和23年））を基準に数えられている。
    - 通信教育部を設置（旧・長崎県立長崎高等学校から継承）。
    - 併設中学校は統合により「長崎県立長崎東西高等学校併設中学校」として桜馬場校舎（長崎市立桜馬場中学校）に集約される。
- 1949年（昭和24年）
  - 3月31日 - 併設中学校を廃止。
  - 6月1日 - 高島分校（定時制）を設置。
  - 10月 - 長与分校（定時制）を設置。当時の長与村立長与中学校（現 長与町役場 庁舎）に併設の形をとる。[10]
- 1950年（昭和25年）
  - 7月25日 - 長崎市竹の久保町（現在地、旧制県立瓊浦中学校跡）に木造校舎を新築、移転。
  - 教員・財産・生徒に格差を生じさせないことを目的に、長崎西高と長崎東高との間で、総合選抜試験を開始。[11]
- 1951年（昭和26年）
  - 12月 - 校歌「眉秀でたる若人よ」を制定。
  - 4月 - 式見分校（定時制普通科）を開校。
- 1958年（昭和33年）
  - 3月 - 各校独自の方法で生徒募集をしたいという要望から、長崎東高と長崎西高の総合選抜制を一旦廃止。[11]
  - 11月 - 創立10周年記念式典を挙行。
- 1960年（昭和35年）- 高島分校が分離・独立し、長崎県立高島高等学校となる[12]。
- 1961年（昭和36年）
  - この年 - 長崎南高等学校の新設にあたり、総合選抜制度が復活。[11]
  - 10月1日 - 通信教育部を通信制課程とする。
- 1968年（昭和43年）
  - 4月 - 長崎県立西彼農業高等学校から村松教室が移管され、琴海分校とする。
  - 11月 - 創立20周年記念式典を挙行。
- 1969年（昭和44年）4月 - 式見分校を長崎県立長崎北高等学校へ移管[13]。
- 1971年（昭和46年）8月8日 - 旧制瓊浦中学校の「報国隊犠牲者の碑」が正門横に完成し、入魂式を挙行。
- 1974年（昭和49年）4月1日 - 琴海分校が長崎県立琴海高等学校として分離・独立。
- 1978年（昭和53年）11月 - 創立30周年記念式典を挙行。「自律」を校訓に制定。記念事業として「自律の像」を建立、「柏の森」を造園。

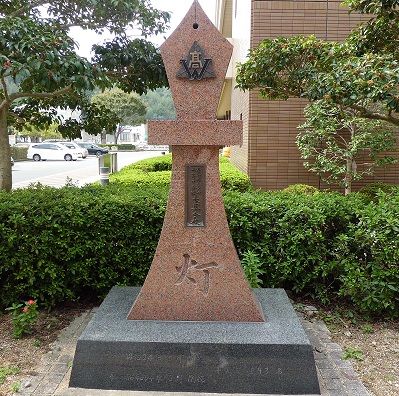
長与分校跡地（現長与町役場裏）に建てられた碑

- 1979年（昭和54年）3月 - 長崎北陽台高等学校の開校に伴い、長与分校が30年の歴史に幕を下ろす。
- 1995年（平成7年）3月 - 総合選抜制度の一部改正。[14]
  - 文系総合コース・理系総合コースをそれぞれ1クラス設置し、一部ではあるが受験生が直接長崎西高校を選べるようにした。
  - 推薦入試を開始。
- 1998年（平成10年）11月 - 創立50周年記念式典を挙行。記念事業として「自律の鐘」と「自律の碑」[15]が設置。10年前に設置された「自律の像」とあわせ、「自律三林」と命名。
- 2000年（平成12年）- 通信制課程が長崎県立鳴滝高等学校に移管・統合。
- 2002年（平成14年）3月 - この時の入試をもって、長崎五校の総合選抜は廃止。最後の総合選抜試験となった。
- 2003年（平成15年）
  - 3月 - 総合選抜の廃止に伴い、単独選抜を開始。一般入試での面接試験を開始。文系総合コースを文系コース（1学級）に、理系総合コースを理系コース（2学級）に改称。
- 2004年（平成16年）3月 - 一般入試の2教科（数学・英語）[16]で独自問題を作成し、実施。[17]
- 2005年（平成17年）- 文部科学省よりスーパーサイエンスハイスクール（SSH）に指定。
- 2006年（平成18年）
  - 3月 - 一般入試2教科（数学・英語）における独自問題作成を廃止し、長崎県教育委員会が長崎県立高校入試の数学・英語の2教科に関して、難易度別にA問題・B問題を導入・実施。各高等学校の実情に合わせ、どちらを実施するかは各高校にゆだねられた。
- 2008年（平成20年）11月 - 創立60周年記念式典を挙行。
- 2010年（平成22年）4月 - スーパーサイエンスハイスクール（SSH）に再指定。文系コースを廃止。
- 2011年（平成23年）6月 - 県内高校で唯一だった長崎西高の水球部が長崎工業高等学校の水球部創部に伴い、県高総体で初めて水球競技が開催され、出場。[18]
- 2012年（平成24年）1月25日 - 旧制長崎県立長崎中学校創立125周年記念および同窓会解散記念植樹を実施[19]。
- 2018年（平成30年）11月 - 創立70周年記念式典を挙行。

## 学校行事

### 1学期
- 4月 - 始業式、入学式、We-Start Camp（新入生宿泊合宿）、歓迎遠足（稲佐山）
- 5月 - 中間考査、前期生徒会選挙
- 6月 - 高総体
- 7月 - 終業式
- 8月前半 - 高2海外研修旅行（オーストラリア）、平和学習（9日 長崎原爆の日）、夏季補習、学習合宿（3年）

### 2学期
- 8月後半 - 始業式、西高祭（文化祭）
- 9月 - 運動会
- 10月 - 中間考査、後期生徒会役員選挙
- 11月 - 同窓会講演会
- 12月 - 期末考査、修学旅行（2年）、イルミネーション点灯式（3年入試激励会）、終業式、冬季補習

### 3学期
- 1月 - 始業式、大学入試センター試験（3年）、長距離走大会（1･2年）
- 2月 - 学年末考査、同窓会入会式（3年）
- 3月 - 卒業式、校内球技大会（1･2年）、終業式（修了式）

## 部活動

### 体育部
球技
- サッカー部
- 卓球部
- バスケットボール部 - 県内の強豪校の一つ。
- バレーボール部
- ハンドボール部
- ラグビー部
- ソフトテニス部
- 硬式テニス部 - 県内の強豪校の一つ
- バドミントン部
- 硬式野球部

- 1951年（昭和26年）- 選抜高等学校野球大会第23回大会（初出場）、全国高等学校野球選手権大会第33回大会に西九州代表として出場（初出場）。
- 1981年（昭和56年）- 全国高等学校野球選手権大会第63回大会に長崎県代表として出場（30年ぶり2回目）。

武道
- 剣道部 - 女子団体で全国高校総体優勝経験有り
- 柔道部
- 空手道部- 廃部

その他
- 陸上部
- 体操部
- 山岳部 - 廃部
- カヌー部
- 水泳部
- 水球部

### 文化部
- 放送部 - NHK杯全国高校放送コンテストに複数回出場経験あり。過去に全国高等学校野球選手権大会・選抜高等学校野球大会の開閉会式の司会を務めた者もいる。
- 文芸部
- 図書部 - 図書委員の生徒は必ず図書部に所属しなければならない。
- 美術部
- 書道部
- 写真部
- 演劇部
- ギター部
- 吹奏楽部
- 音楽部 - いわゆる合唱部で、全日本合唱コンクールの九州大会常連。全国大会にも九州代表として過去3度出場（2007-09年）、金賞1回、銀賞2回。
  - ギター部･音楽部･吹奏楽部は合同で定期演奏会を行っている。

- 語学部- 廃部
- 化学部
- 物理部
- 生物部
- 地学部
- 数学同好会
- 被服手芸部
- 調理部
- 茶道部
- 華道部- 廃部
- 社会研究部- 廃部

## 制服
- 男子 - 冬服は学生服（学ラン）、夏服は白無地の開襟シャツ。
- 女子 - 冬服は紺無地のセーラー服、夏服は白無地のセーラー服。
- ジャージの色は海老茶色。
- 衣替えは無く、その日の気温などから生徒たちが自分で判断して着る服を選んで良い。

## 著名な卒業生
旧制県立長崎中学校の出身者・卒業生は長崎県立長崎中学校を参照。

旧制県立瓊浦中学校の出身者・卒業生は長崎県立瓊浦中学校を参照。

各項目で50音順

### 政治
- 伊藤一長 - 元長崎市長[21]
- 田浦直 - 元参議院議員[21]
- 福田衣里子 -元衆議院議員[21]

### 官界
- 古谷一之 - 内閣官房副長官補、元国税庁長官[21]
- 三谷浩 - 元建設事務次官[21]
- 平尾豊徳 - 元農林水産省経営局長、元農林漁業信用基金副理事長[21]

### 経済
- 谷本秀夫 - 京セラ社長
- 古川英俊 - SMBC信託銀行社長
- 古森重隆 - 富士フイルム会長・元社長、富山化学工業会長、元NHK経営委員長[21]

### 教育・研究
- 池端雪浦 - 東京外国語大学名誉教授・元学長[21]
- 山口祐弘 - 東京理科大学理学部教授
- 苑田尚之 -  予備校講師

### 芸術・文化・芸能
- 麻生祐未 - 女優[21]
- 岡本一宣 - アートディレクター[21]
- 小田一生 - 映画監督[21]
- 岡崎律子 - シンガーソングライター
- 柴田亜美 - 漫画家[21]
- 青来有一 - 芥川賞作家、長崎市職員[21]
- 高瀬千図 - 作家
- 長濱ねる - タレント
- 林田洋平（ザ・マミィ）- お笑い芸人
- 東由多加 - 演出家[21]
- 峯のぼる - タレント
- 山口和彦 - 映画監督[21]
- 長門芳郎 - 音楽プロデューサー

### 放送
- 草野仁 - フリーアナウンサー（元NHKアナウンサー）、司会者、タレント[21]
- 荒生暁子 - フリーアナウンサー
- 大嶋真由子 - 長崎文化放送アナウンサー
- 柿野賢治 - 鹿児島放送アナウンサー
- 上枝一樹 - 鹿児島テレビアナウンサー
- 岸竜之介 - 長崎放送アナウンサー
- 小濱幹子 - フリーアナウンサー（元エフエム福岡アナウンサー）
- 坂田周大 - RKB毎日放送アナウンサー
- 田崎日加理 - フリーアナウンサー（元九州朝日放送アナウンサー）
- 外村倫子 - フリーアナウンサー（元長崎国際テレビ、NHK長崎放送局契約アナウンサー）
- 東島衣里 - ニッポン放送アナウンサー
- 平仙浩教 - テレビ長崎アナウンサー
- 本田舞 - テレビ長崎アナウンサー
- 村山仁志 - 長崎放送アナウンサー

### スポーツ
- 岩本洋 - 元バレーボール選手、元小田急ジュノー監督
- 奥野俊一 - 元全日本バスケットボール男子チームコーチ[21]
- 片山菜々 - バスケットボール選手
- 川上聖子 - 元バスケットボール選手
- 坂上洋子 - 元柔道選手、バルセロナオリンピック・柔道女子72キロ超級・銅メダリスト[21]
- 末結希 - 女子ラグビー選手
- 田中大貴 - プロバスケットボール選手
- 塚原千恵子 - 元オリンピック女子体操選手、朝日生命体操クラブ女子監督[21]

## その他

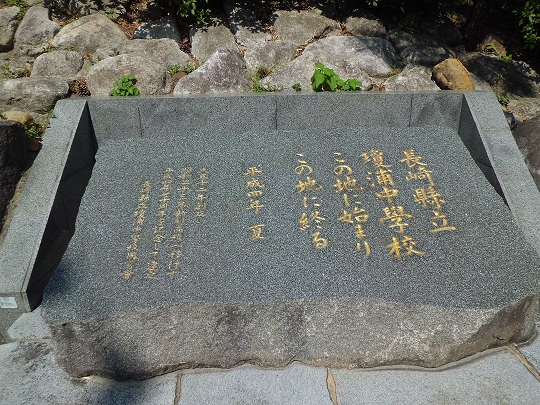
遅刻坂に設置された
旧制県立瓊浦中学校の碑
（1992年（平成4年）瓊浦中学創立70周年記念時に建立。）

- 正門までの坂道は、戦前の旧制長崎県立瓊浦中学校の時代から「遅刻坂」と呼ばれている。

## アクセス
最寄りの鉄道駅
- 九州旅客鉄道（JR九州）長崎本線浦上駅
- 長崎電気軌道本線浦上駅前停留場

最寄りのバス停
- 長崎バス・長崎県営バス「浦上駅前」バス停
- 長崎バス「西高前」、「西高裏」バス停

最寄りの国道・県道・その他の道路
- 国道206号
- 長崎県道112号長崎式見港線
- 都市計画道路浦上川線

## 周辺
官公署
- ハローワーク長崎
- 長崎県総合福祉センター
- 長崎市北保健センター
- 稲佐警察署淵交番（ふち）

駅
- 浦上駅

学校
- 活水中学校・高等学校
- 長崎市立淵中学校

その他
- 日本赤十字社長崎原爆病院
- 長崎新聞社
- 長崎文化放送（ncc）
- 長崎ブリックホール
- みらい長崎ココウォーク
- 浦上川